# Pic de les Valletes (Portè)
El Pic de les Valletes és una muntanya de 2.712,3 m d'altitud situada al Massís del Carlit, en el límit dels termes comunals de Porta i de Portè, tots dos de la comarca de l'Alta Cerdanya, a la Catalunya del Nord.
Està situat a la zona occidental del terme comunal de Portè i al septentrional del sector occidental del de Porta. Està situat al sud-sud-est del Pic de la Mina, al sud-oest del Pic de Fontfreda i a l'est del gruix dels Pics de Font Negra.
És destí freqüent de moltes de les rutes d'excursionisme o d'esquí de muntanya del Massís del Carlit.